# Волошки (Ковельський район)
Воло́шки — село в Україні, у Колодяжненській сільській громаді Ковельського району Волинської області. Населення становить 573 особи.

## Історія
У 1906 році село Любитівської волості Ковельського повіту Волинської губернії. Відстань від повітового міста 12 верст, від волості 6. Дворів 148, мешканців 925.
|                                       | … На землях села слідуючі урочища: Баюрки, Боярки, Деревань, Добрині, Домальниця, Дибно, Гатя, Гробельська, Гумнища, Відьківські болота, Шум'ячі кути, Осова, Рудники, Ставок Сергія, Зараще. Згідно з поборовим реєстром Володимирського пов. 1573 р. було це село Кирила Зубчовського, луцького городниського, який з сіл Дубна, Волиці Лубенської і Воложів платив від 12 дим., 6 город, 1 дорічного колеса, 1 попа і 2 боярів ... |
| — Цинкаловський Олександр Миколайович | |

До 8 жовтня 2016 року село підпорядковувалось Колодяжненській сільській раді Ковельського району Волинської області.

## Населення
Згідно з переписом УРСР 1989 року чисельність наявного населення села становила 612 осіб, з яких 285 чоловіків та 327 жінок.
За переписом населення України 2001 року в селі мешкали 564 особи.

### Мова
Розподіл населення за рідною мовою за даними перепису 2001 року:
| Мова       | Кількість | Відсоток |
| ---------- | --------- | -------- |
| українська | 571       | 99.65%   |
| російська  | 2         | 0.35%    |
| Усього     | 573       | 100%     |

## Відомі люди
4 січня 1887 року в Свято-Миколаївській церкві села Волошки був охрещений Микола Косач, український громадський діяч, рідний брат Лесі Українки, батько письменника Юрія Косача, про що є запис у відповідній метричній книзі. Поручителями при хрещенні (хрещеними батьками) вказані Микола Лисенко і дружина голови Ковельської з'їзду мирових посередників Марія Карташевська.
У селі народився український державний і політичний діяч, дипломат Клімчук Борис Петрович.
- Рудін Андрій Валентинович (1981—2022) — сержант Збройних Сил України, учасник російсько-української війни, що загинув у ході російського вторгнення в Україну в 2022 році.